# Noren, Jämtland
Noren är en sjö i Bräcke kommun i Jämtland och ingår i Indalsälvens huvudavrinningsområde. Sjön har en area på 2,75 kvadratkilometer och ligger 343 meter över havet. Sjön avvattnas av vattendraget Sännån (Norån).

## Delavrinningsområde
Noren ingår i det delavrinningsområde (699002-148149) som SMHI kallar för Utloppet av Noren. Medelhöjden är 386 meter över havet och ytan är 25,19 kvadratkilometer. Räknas de 2 avrinningsområdena uppströms in blir den ackumulerade arean 37,23 kvadratkilometer. Sännån (Norån) som avvattnar avrinningsområdet har biflödesordning 2, vilket innebär att vattnet flödar genom totalt 2 vattendrag innan det når havet efter 216 kilometer. Avrinningsområdet består mestadels av skog (76 procent). Avrinningsområdet har 3,24 kvadratkilometer vattenytor vilket ger det en sjöprocent på 12,8 procent.